# Langelot et l'Avion détourné
Langelot et l'Avion détourné est le dix-huitième roman de la série Langelot, écrite par le Lieutenant X, pseudonyme de Vladimir Volkoff. Ce roman a été édité pour la première fois en 1972, dans la Bibliothèque verte.

## Personnages
- Personnages principaux
  - Langelot : jeune agent secret du SNIF
  - Professeur Roche-Verger
  - Hector Saupiquet : fonctionnaire au ministère des Finances, méthodique, amateur de romans d'espionnage
  - Colonel Chibani
  - Général Ossyn : chef du Centre de lancement d'engins sol-sol
  - Capitaine Saraph : officier de relations publiques du Centre de lancement d'engins
  - Andrée Clair.
  - Hedwige Roche-Verger (dite « Choupette ») : fille du professeur Roche-Verger

- Personnages secondaires
  - M. Didier :  commissaire de la Direction de la Surveillance du territoire (DST).
  - Capitaine Montferrand : chef de la section "Protection" du SNIF.
  - Adélaïde Tonnerre, M. Poufquignon, M. Zip, M. Mandély, M. Touboutou, Nazaire Dourounda, Mahatma Durand : passagers de l'avion détourné et otages.
  - Commandant Bertaud : pilote de l'avion détourné.
  - Gérard : copilote, inquiet pour sa fiancée.
  - Germaine : hôtesse de l'air déterminée.
  - Ingénieur en chef Spiridos, ingénieur en chef Mleq, colonel Farouch : ingénieurs et officier supérieur du Centre de lancement d'engins sol-sol.

- Personnages cités ou mentionnés
  - Sosthène Valdombreuse : conducteur de voitures en Côte d'Ebène, ami de Langelot.
  - Alexis Boumoussa : mathématicien et ami de Roche-Verger.

## Résumé
Le professeur Roche-Verger doit se rendre au congrès international de balistique à Koubako, capitale de la Côte-d'Ébène. La DST, chargée de la protection de Roche-Verger, craignant que des agents d'une puissance étrangère ne tentent d'enlever ou de tuer le savant, demande au SNIF de le protéger. 
Une substitution est décidée. Langelot est envoyé chez Hector Saupiquet, fonctionnaire au ministère des Finances, afin qu'il accepte de remplacer Roche-Verger pendant trois jours, le temps du congrès. En effet, Saupiquet est un sosie presque parfait de Roche-Verger. Moyennant rémunération, Saupiquet, amateur de romans d'espionnage, accepte de prendre la place du savant, tandis que ce dernier se rendra secrètement au congrès. La mission Casse-tête débute.
Deux jours après, Langelot et le faux Roche-Verger prennent l'avion à Orly en direction de la Côte-d'Ébène. Deux terroristes, qui se surnomment « Couscous » et « Tommy » prennent en otages le pilote et les quarante-huit passagers de l'avion. Ce dernier est détourné vers un pays situé en Afrique et limitrophe de la Côte-d'Ébène. Il est annoncé publiquement comme accidenté dans le désert. Lors de l'arrivée dans un aérodrome situé en plein désert, les passagers sont accueillis par le chef de l'opération : Langelot reconnaît le colonel Chibani. Déjà croisé à deux reprises, il est un ennemi de la France et de la Côte-d'Ébène. Chibani attend du pseudo « Roche-Verger » (Hector Saupiquet) que celui-ci rende opérationnelles des rampes de lancement de missiles sol-sol. Ces fusées seront tirées pour conquérir la Côte d'Ébène et mettre la main sur son uranium. S'il refuse, il sera tué ; s'il accepte les otages seront libérés. Le Centre de lancement d'engins sol-sol est commandé par le général Ossynn ; le capitaine Saraph fait partie de ses adjoints, chargé des relations publiques. 
La nuit suivante, Langelot entre en contact, grâce à des signaux lumineux envoyés en morse au moyen d'une lampe, avec un mystérieux correspondant qui se trouve à quelque trois cents mètres du lieu de détention des otages. Ce correspondant est un joueur d'échecs qui possède un émetteur radio ; il s'agit d'une jeune fille de quatorze ans, paralysée et isolée, qui s'appelle Andrée Clair. Langelot lui demande de transmettre un message destiné au savant, via son correspondant mathématicien en Côte-d'Ébène. Roche-Verger est désormais arrivé en Côte d'Èbène et il pourrait contacter le SNIF pour permettre la libération des otages. Langelot fait passer son message crypté dans un code simple, basé sur la configuration de l'échiquier, afin de tromper les stations d'écoute.
Le lendemain, « Roche-Verger » (joué par Hector Saupiquet) feint de se mettre au travail, effectue des calculs en vue du lancement des missiles. Il s'agit de temporiser et d'attendre la fin du congrès balistique, à Koubako. Langelot promet à Saupiquet que dès le lendemain, troisième jour et fin du congrès, il révèlera la vérité au colonel Chibani. 
La nuit suivante, Langelot est réveillé par d'étranges bruits provenant de la chambre de Roche-Verger / Saupiquet. Il intervient et surprend le capitaine Saraph rendant illisibles, en les maculant d'encre, les travaux réalisés la veille. Les gardes sont alertés et surgissent. En réalité, Saraph est un opposant au régime défendu par Chibani et il souhaitait ralentir les travaux du savant. Saraph est emprisonné dans une cage. Plus tard durant la même nuit, Langelot entend un hélicoptère qui approche du centre de lancement. L'appareil se pose fugacement et repart tout aussi rapidement.
Langelot avoue le lendemain matin au colonel Chibani que Roche-Verger n'est pas le véritable savant, mais un sosie. Le savant présent à ses côtés dément son propos ; son comportement n'est plus le même. Durant l'affolement général lors du posé de l'hélicoptère, son équipage a échangé Hector Saupiquet contre le véritable Roche-Verger. Le message de Langelot a bien été reçu à Koubako. Le congrès balistique s'est tenu et les décisions sont prises.
Roche-Verger s'engage à procéder à la préparation des missiles qui seront tirés. Puis, les otages partiront pour la capitale du pays pour célébrer l'anéantissement de la Côte d'Èbène. Roche Verger prévoit, naturellement, de saboter les missiles ; en Côte-d'Ébène, un agent double trompera le colonel Chibani, en l'informant que les destructions ont bel et bien eu lieu.
La nuit suivante, Langelot endort les gardes après leur avoir donné des bonbons contenant un soporifique. Il délivre le capitaine Saraph et l'aide à fuir. A sa place, il installe dans la cage Andrée Clair, la jeune joueuse d'échecs.
Les missiles sont tirés vers la Côte-d'Ébène.
Le colonel Chibani organise le transfert en avion des quarante-huit otages et de la cage qu'il croit contenir le  capitaine Saraph : il s'agit de les exhiber afin qu'ils apportent leur soutien au régime. Ceux qui refusent seront mis à mort. Le colonel Chibani s'attend, pour cette occasion, à recevoir enfin les étoiles de général. À l'instigation de Langelot, les passagers se révoltent et prennent le contrôle de l'avion. Cette fois, ce sont les otages du précédent détournement d'avion qui détournent l'avion des preneurs d'otages. Le pilote militaire est remplacé par le commandant de bord du vol initial.
Langelot révèle alors au colonel Chibani que les missiles ont été sabotés : la Côte-d'Ébène n'est pas détruite. Roche-Verger ajoute même que certains d'entre-eux, après avoir été tirés, sont retournés « à l'expéditeur » tels des boomerangs. Le Centre de lancement d'engins est détruit. L'invasion de la Côte-d'Ébène a totalement échoué. 
Les anciens otages et leurs nouveaux prisonniers se posent sains et saufs à Koubako, capitale épargnée de la Côte-d'Ébène. De là, ils prennent un autre avion pour la France. Andrée Clair retrouve sa maman, dont elle était séparée depuis plus d'une année. Choupette retrouve son papa, ainsi que Langelot.

## Remarques autour du roman
- A la fin des années soixante, les détournements d'avions sont fréquents (un par semaine, de janvier 1968 à septembre 1969[1]) et souvent meurtriers. En mai 1972, un vol de la Sabena est détourné par des terroristes de Septembre noir ; en juillet 1972, le Vol 841 Delta Air Lines est détourné vers Alger. Ils sont parfois spectaculaires : en 1971, le pirate de l'air D.B. Cooper saute de l'avion en parachute.
- C'est la troisième et avant-dernière apparition du colonel Chibani, présent dans trois autres romans de la série : Langelot et l'Inconnue, Langelot et les Crocodiles et Langelot kidnappé.
- Dans le roman intervient Madame Adélaïde Tonnerre, tante de Sosthène Valdombreuse, dont Langelot a fait connaissance dans Langelot et l'Inconnue et qu'il retrouve dans d'autres missions.
- Hector Saupiquet, fonctionnaire du ministère des finances, recruté par le SNIF pour jouer le professeur Roche-Verger, dont il est le sosie, lit le roman d'espionnage Les Trois Scorpions, de Rholf Barbare. Ce dernier est l'un des pseudonymes de Vladimir Volkoff, le "Lieutenant X".
- Parmi les passagers, Langelot ne peut pas compter sur les muscles du boxeur Poufquignon qui se révèle comme le plus lâche de tous dans le feu de l'action.